# Grande Prêmio da França de 1986
Resultados do Grande Prêmio da França de Fórmula 1 realizado em Paul Ricard em 6 de julho de 1986. Oitava etapa do campeonato, foi vencido pelo britânico Nigel Mansell, da Williams-Honda, com Alain Prost em segundo pela McLaren-TAG/Porsche e Nelson Piquet, em terceiro pela Williams-Honda.

## Classificação

### Treinos oficiais
| Pos.    | N.º | Piloto             | Construtor             | Q1       | Q2       | Grid    |
| ------- | --- | ------------------ | ---------------------- | -------- | -------- | ------- |
| 1       | 12  | Ayrton Senna       | Lotus-Renault          | 1:06.526 | 1:06.807 | —       |
| 2       | 5   | Nigel Mansell      | Williams-Honda         | 1:06.755 | 1:09.899 | + 0.229 |
| 3       | 6   | Nelson Piquet      | Williams-Honda         | 1:06.797 | 1:07.184 | + 0.271 |
| 4       | 25  | René Arnoux        | Ligier-Renault         | 1:07.114 | 1:07.075 | + 0.549 |
| 5       | 1   | Alain Prost        | McLaren-TAG/Porsche    | 1:07.270 | 1:07.266 | + 0.740 |
| 6       | 27  | Michele Alboreto   | Ferrari                | 1:07.365 | 1:09.161 | + 0.839 |
| 7       | 2   | Keke Rosberg       | McLaren-TAG/Porsche    | 1:07.545 | 1:08.175 | + 1.019 |
| 8       | 20  | Gerhard Berger     | Benetton-BMW           | 1:07.835 | 1:07.554 | + 1.028 |
| 9       | 19  | Teo Fabi           | Benetton-BMW           | 1:08.703 | 1:07.818 | + 1.292 |
| 10      | 28  | Stefan Johansson   | Ferrari                | 1:07.874 | 1:08.881 | + 1.348 |
| 11      | 26  | Jacques Laffite    | Ligier-Renault         | 1:07.913 | 1:08.288 | + 1.387 |
| 12      | 11  | Johnny Dumfries    | Lotus-Renault          | 1:09.477 | 1:08.544 | + 2.018 |
| 13      | 16  | Patrick Tambay     | Haas Lola-Ford         | 1:09.108 | 1:08.616 | + 2.090 |
| 14      | 8   | Derek Warwick      | Brabham-BMW            | 1:09.471 | 1:08.905 | + 2.379 |
| 15      | 3   | Martin Brundle     | Tyrrell-Renault        | 1:09.044 | 1:10.293 | + 2.518 |
| 16      | 7   | Riccardo Patrese   | Brabham-BMW            | 1:09.624 | 1:09.436 | + 2.910 |
| 17      | 4   | Philippe Streiff   | Tyrrell-Renault        | 1:09.935 | 1:09.700 | + 3.174 |
| 18      | 17  | Christian Danner   | Arrows-BMW             | 1:09.737 | 1:10.614 | + 3.211 |
| 19      | 24  | Alessandro Nannini | Minardi-Motori Moderni | 1:09.792 | 1:10.630 | + 3.266 |
| 20      | 15  | Alan Jones         | Haas Lola-Ford         | 1:09.929 | 1:10.733 | + 3.403 |
| 21      | 18  | Thierry Boutsen    | Arrows-BMW             | 1:09.987 | 1:28.882 | + 3.461 |
| 22      | 14  | Jonathan Palmer    | Zakspeed               | 1:10.305 | 1:10.511 | + 3.779 |
| 23      | 23  | Andrea de Cesaris  | Minardi-Motori Moderni | 1:11.483 | 1:21.859 | + 4.957 |
| 24      | 29  | Huub Rothengatter  | Zakspeed               | 1:12.940 | 1:12.163 | + 5.637 |
| 25      | 21  | Piercarlo Ghinzani | Osella-Alfa Romeo      | 1:14.496 | 1:12.443 | + 5.917 |
| 26      | 22  | Allen Berg         | Osella-Alfa Romeo      | 1:18.866 | 1:14.264 | + 7.738 |
| Fontes: |     |                    |                        |          |          |         |

### Corrida
| Pos.    | Nº | Piloto             | Construtor             | Voltas | Tempo/Diferença  | Grid | Pontos |
| ------- | -- | ------------------ | ---------------------- | ------ | ---------------- | ---- | ------ |
| 1       | 5  | Nigel Mansell      | Williams-Honda         | 80     | 1:37:19.272      | 2    | 9      |
| 2       | 1  | Alain Prost        | McLaren-TAG/Porsche    | 80     | + 17.128         | 5    | 6      |
| 3       | 6  | Nelson Piquet      | Williams-Honda         | 80     | + 37.545         | 3    | 4      |
| 4       | 2  | Keke Rosberg       | McLaren-TAG/Porsche    | 80     | + 48.703         | 7    | 3      |
| 5       | 25 | René Arnoux        | Ligier-Renault         | 79     | + 1 volta        | 4    | 2      |
| 6       | 26 | Jacques Laffite    | Ligier-Renault         | 79     | + 1 volta        | 11   | 1      |
| 7       | 7  | Riccardo Patrese   | Brabham-BMW            | 78     | + 2 voltas       | 16   |        |
| 8       | 27 | Michele Alboreto   | Ferrari                | 78     | + 2 voltas       | 9    |        |
| 9       | 8  | Derek Warwick      | Brabham-BMW            | 77     | + 3 voltas       | 14   |        |
| 10      | 3  | Martin Brundle     | Tyrrell-Renault        | 77     | + 3 voltas       | 15   |        |
| 11      | 17 | Christian Danner   | Arrows-BMW             | 76     | + 4 voltas       | 18   |        |
| NC      | 18 | Thierry Boutsen    | Arrows-BMW             | 67     | Não classificado | 21   |        |
| Ret     | 16 | Patrick Tambay     | Haas Lola-Ford         | 64     | Freios           | 13   |        |
| Ret     | 11 | Johnny Dumfries    | Lotus-Renault          | 56     | Motor            | 12   |        |
| Ret     | 14 | Jonathan Palmer    | Zakspeed               | 46     | Motor            | 22   |        |
| Ret     | 4  | Philippe Streiff   | Tyrrell-Renault        | 43     | Fogo             | 17   |        |
| Ret     | 29 | Huub Rothengatter  | Zakspeed               | 32     | Acidente         | 24   |        |
| Ret     | 22 | Allen Berg         | Osella-Alfa Romeo      | 25     | Turbo            | 26   |        |
| Ret     | 20 | Gerhard Berger     | Benetton-BMW           | 22     | Câmbio           | 8    |        |
| Ret     | 19 | Teo Fabi           | Benetton-BMW           | 7      | Motor            | 9    |        |
| Ret     | 28 | Stefan Johansson   | Ferrari                | 5      | Turbo            | 10   |        |
| Ret     | 12 | Ayrton Senna       | Lotus-Renault          | 3      | Acidente         | 1    |        |
| Ret     | 21 | Piercarlo Ghinzani | Osella-Alfa Romeo      | 3      | Acidente         | 25   |        |
| Ret     | 24 | Alessandro Nannini | Minardi-Motori Moderni | 3      | Acidente         | 19   |        |
| Ret     | 23 | Andrea de Cesaris  | Minardi-Motori Moderni | 3      | Turbo            | 23   |        |
| Ret     | 15 | Alan Jones         | Haas Lola-Ford         | 2      | Acidente         | 20   |        |
| Fontes: |    |                    |                        |        |                  |      |        |

## Tabela do campeonato após a corrida
| Pos.    | Piloto        | Pontos |
| ------- | ------------- | ------ |
| 1       | Alain Prost   | 39     |
| 2       | Nigel Mansell | 38     |
| 3       | Ayrton Senna  | 36     |
| 4       | Nelson Piquet | 23     |
| 5       | Keke Rosberg  | 17     |
| Fontes: |               |        |

| Pos.    | Equipe              | Pontos |
| ------- | ------------------- | ------ |
| 1       | Williams-Honda      | 61     |
| 2       | McLaren-TAG/Porsche | 56     |
| 3       | Lotus-Renault       | 36     |
| 4       | Ligier-Renault      | 22     |
| 5       | Ferrari             | 13     |
| Fontes: |                     |        |

- Nota: Somente as primeiras cinco posições estão listadas. Entre 1981 e 1990 cada piloto podia computar onze resultados válidos por temporada não havendo descartes no mundial de construtores.